# Флора Південно-Африканської Республіки
Різноманітність клімату та висот Південної Африки зумовлює її різноманітну флору та фауну. Основні рослинні зони включають лісовий та пальмовий пояси східного, південного та південно-західного узбережжя; луки (пасовища) східної частини внутрішнього плато; пустельна та напівпустельна (Кару) рослинність на заході; опустиненні дерево-чагарникові савани Калахарі. Південна Африка налічує понад 25 000 видів флори, котрі більше ні де не зустрічаються. На її територіях є близько 200 видів молочаю, близько 350 різніх видів вересових лише в районі Капських гір, та понад 500 видів трав'янистих рослин.
Найпоширенішим біомом в Південній Африці є пасовища, найпоширеніші в районі південно-африканського плато, де в рослинному покриві переважають різні трави, низькі чагарники та дерева акацій, часто зустрічається верблюжа колючка (Vachellia erioloba).
Рослинність стає рідшою на північний захід через низьку кількість опадів. Існує кілька видів сукулентів, таких як алое та молочай. Трав'яниста та колюча савана повільно перетворються на савану з чагарниками на північному сході країни з більш щільною рослинністю. Біля північної частиния національного парку Крюгера розповсюджений баобаб.
Фінбош, що становить більшу частину площі та рослинного світу Капської флористичної області, містить понад 9000 видів, що робить його найбагатшим регіоном на Землі з точки зору різноманітності рослин. Більшість рослин — це вічнозелені твердолисті рослини з дрібними голкоподібними листям, такі як склерофільні рослини. Не менш унікальним серед південноафриканських рослин є рід протея (Protea) . У Південній Африці налічується близько 130 різних видів протеї.
Хоча Південна Африка багата на квіткові рослини, лише один відсоток Південної Африки займає ліс, майже виключно у вологій прибережній рівнині Квазулу-Натал Південної Африки. Загалом переважають насадження імпортованих порід дерев, особливо евкаліпт та сосна.